# Max Otto Lorenz

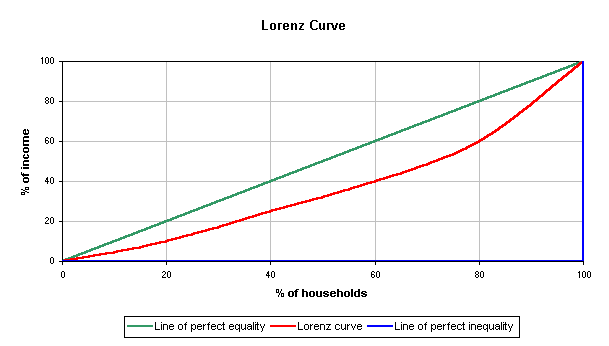
Bild der Lorenz-Kurve.

Max Otto Lorenz (* 19. September 1876 in Burlington, Iowa; † 1. Juli 1959 in Sunnyvale, Kalifornien) war ein US-amerikanischer Statistiker und Ökonom. 1905 publizierte er einen Aufsatz zur Einkommensverteilung, in der er die nach ihm benannte Lorenz-Kurve einführte.
Lorenz kam als eins von drei Kindern deutscher Auswanderer zur Welt. Sein Vater war ein erfolgreicher Geschäftsmann. Lorenz erwarb 1899 einen B. A. an der Universität von Iowa. 1906 wurde er an der University of Wisconsin in Wirtschaft promoviert. Der Titel seiner Dissertation war Economic Theory of Railroad Rates.
Danach arbeitete er zunächst einige Jahre als Statistiker in Behörden in Wisconsin, für das Volkszählungsbüro, später für die Eisenbahnbehörde in Washington, D.C. und schließlich, ab 1911, für die Interstate Commerce Commission (ICC). Ab 1920 war der Direktor des dortigen Büros für Statistik. 1916/17 war Lorenz Vorsitzender der „Acht-Stunden-Kommission“, welche die Umsetzung der Gesetzgebung zum Achtstundentag in den USA überprüfte.
1911 heiratete Lorenz Nellie Florence Sheets, die Tochter eines Rechtsanwalts aus Columbus (Ohio). Er hatte mit ihr drei Kinder.
Lorenz’ Arbeit in der ICC bestand vor allem aus der Erhebung und Analyse von Daten zum Transport mit Bus, Bahn und Schiff, die zur Festlegung von Tarifen und zur Verbesserung des Betriebs verwendet wurden. Er war gemeinsam mit drei weiteren Wirtschaftswissenschaftlern der Autor eines populären Lehrbuchs.
Heute ist er jedoch hauptsächlich seines während der Promotion geschriebenen Aufsatzes über die Einkommensverteilung wegen bekannt.

## Werke
- Methods of measuring the concentration of wealth. In: Publications of the American Statistical Association. Vol. 9 = New Series No. 70, 1905, OCLC 5555781699, S. 209–219.
- mit Richard Th. Ely, Thomas A. Adams und Allyn A. Young: Outlines of Economics. Macmillan, New York NY 1908.